# Mälarbaden
Mälarbaden är en bebyggelse i Eskilstuna kommun belägen norr om Torshälla i Torshälla distrikt vid Mälaren. Fram till 2015 räknade SCB området som en småort för att sedan från 2015 klassa den som en del av tätorten Torshälla.   
Mälarbaden grundades omkring år 1900 som hamn och badort. Orten skiljs från Torshälla huvud och Mälby av Badhusviken. I norr och väster omges Mälarbaden av Mälaren med Väsbyviken i sydväst. Naturreservatet Skäret ligger i södra delen av Mälarbaden.
Sedan 1970 är Mälarbaden främst ett villaområde, eftersom man då styckade av ett flertal större fastigheter. På platsen finns även golfklubben Mälarbadens GK, en camping och en badplats med restaurang.

## Historia
Mälarbaden uppstod genom att Väsbyholms herrgård inköptes 1898 och dess ägor styckades av i stora tomter att säljas till välbeställda Eskilstunabor för anläggande av sommarvillor. Vid Badhusviken anlades brygga, badhus och restaurang och en exklusiv bad- och rekreationsort skapades. Bland de mera kända villorna märks Villa Kreta, Wernerska Villan (Sakristian) och Rock Island.
Mälarbaden och Mälarbadens hamn var mellan 1899 och 1933 ändstation för Norra Södermanlands Järnväg och hade därmed direktförbindelse till Eskilstuna station. Även ångbåtstrafik med Eskilstuna förekom. En tidigare restaurang på platsen och stora sommarvillor påminner fortfarande om badortsepoken.  Än idag är Mälarbaden en av Eskilstuna kommuns stadsdelar med högst medelinkomst.
När trafiken mellan Nyby bruk och Mälarbaden helt lades ned 1933 revs rälsen på sträckan upp och idag finns endast spår av banvallen kvar. Denna har senare asfalterats och fungerar som cykelbana från Roxnäs till Mälarbaden. Mälarbadens före detta station med perrongen ligger omkring 1 km söder om badet. Spår finns även av ett kranfundament på badplatsen.
Före 2005 ingick en del av Mälarbaden i en småort med namnet Torshälla huvud och del av Mälarbaden.

## Bilder

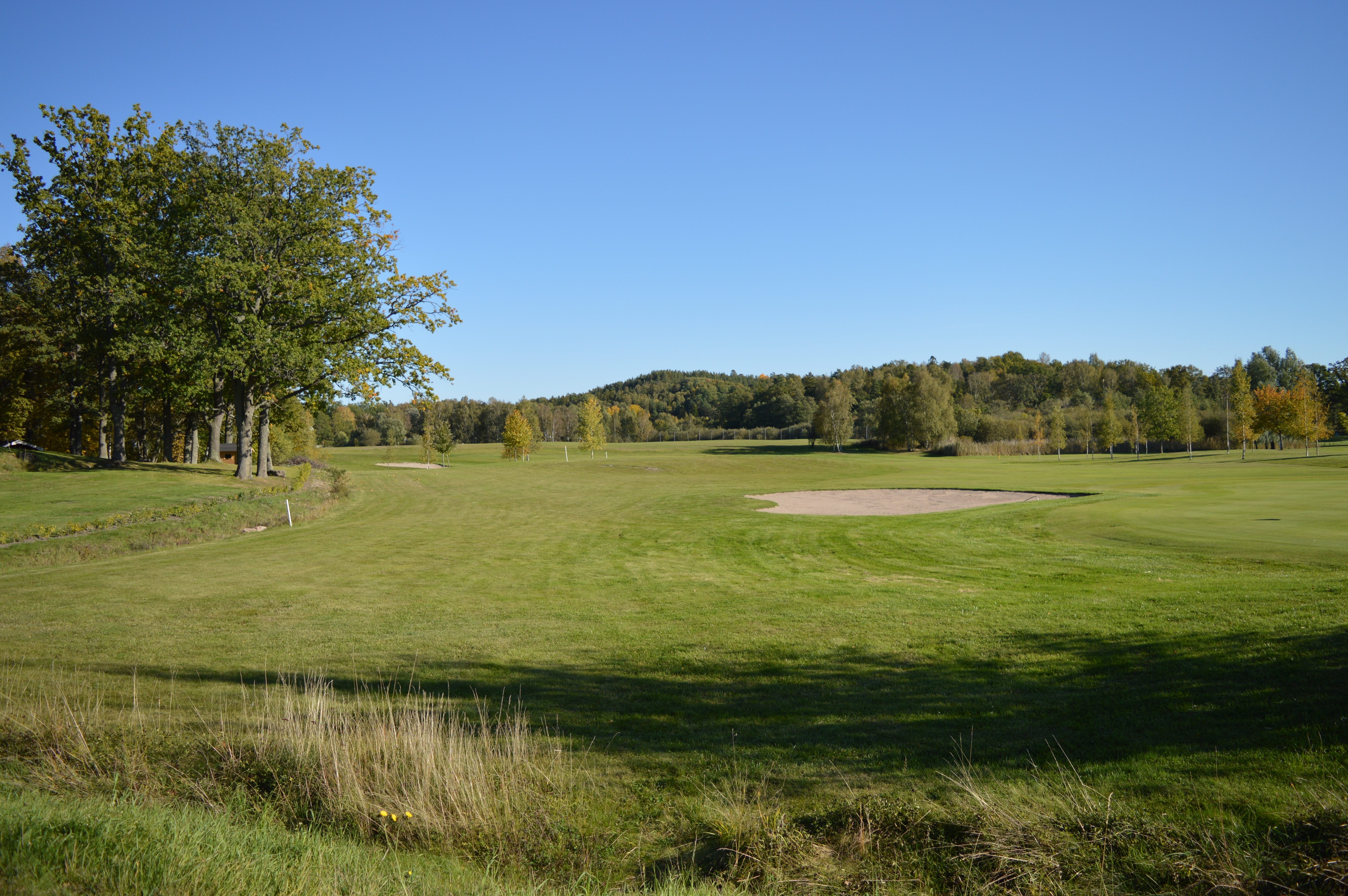
Mälarbadens golfbana.
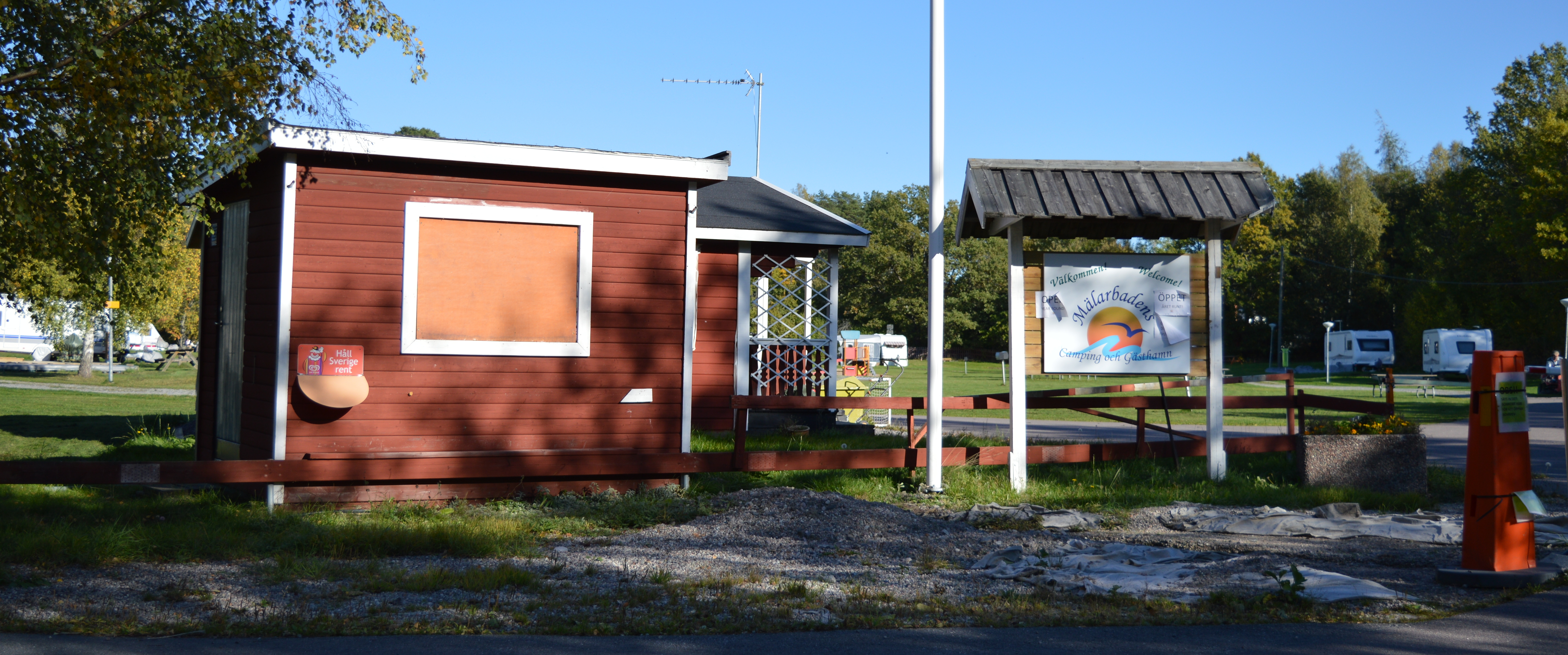
Mälarbadens camping.
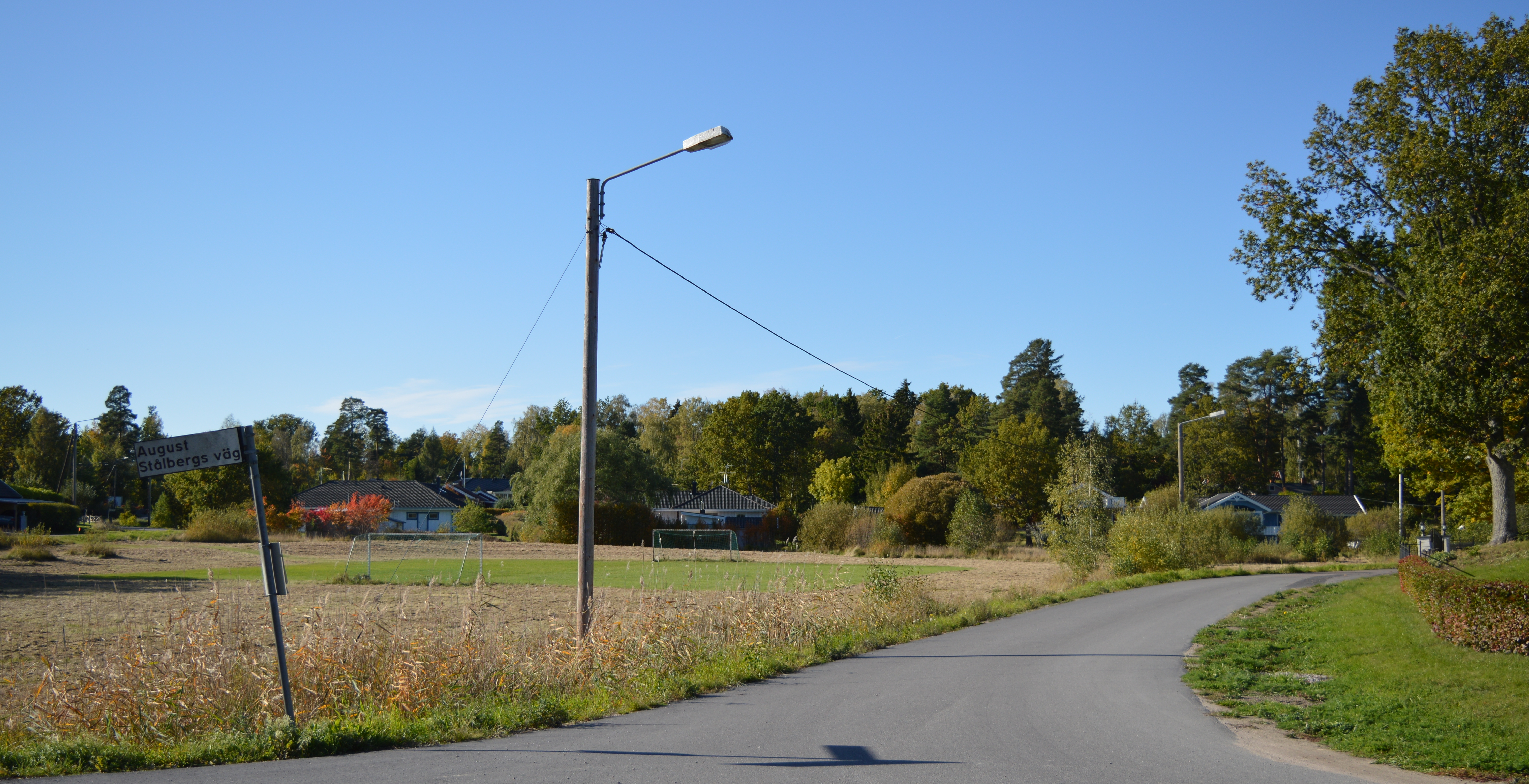
Korsningen August Stålbergs väg/Albert Öbergs väg.